# Franc Simonič (bibliograf)
Franc Simonič, slovenski bibliograf in literarni zgodovinar, * 2. oktober 1847, Ivanjkovci, † 14. julij 1919, Gornja Radgona.

## Življenje
Rodil se je v kmečki družini očetu Francu st. in materi Mariji. Prvi dve leti osnovne šole je obiskoval pri Svetinjah, da pa bi se za nadaljnji študij naučil nemščine, so ga starši poslali v Gornjo Radgono, kjer je stanoval v hiši staršev svoje bodoče žene Roze Mauko. Tu je dokončal tretji in četrti razred. Gimnazijo je obiskoval v Mariboru in maturiral 1869, ko se je vpisal na študij zgodovine in slavistike v Gradcu. Študij je  dokončal 1876. Prvo službo je nastopil 1874 v Štajerski deželni knjižnici (Joanneum)  v Gradcu in 1876 doktoriral iz zgodovine Babenberžanov. Med 1877 in 1907 je služboval v Univerzitetni knjižnici na Dunaju, kjer je bil med drugim referent za slavistiko, zgodovino in zemljepis, od 1894 vrhovni revizor katalogov, od 1898 pa tudi kustos in vodja knjižnice. 
V času, ko je služboval v dunajski univerzitetni knjižnici, se je odločil za nakup hiše na Štajerskem, na ženino željo pa je kasneje kupil še hišo na Gornjem Grisu, kjer je živel do smrti.

## Delo
Svoje življenjsko delo je posvetil bibliografiji. V zbirki Die Völker Österreich-Ungarns (Ljudstva Avstro-Ogrske) iz 1881 je izšel njegov članek o slovenski in kajkavski književnosti, 1898 je sodeloval pri Grassaurjevem priročniku, na lastno pobudo pa je pričel zbirati in sistematično urejati slovensko knjižno produkcijo od prve Trubarjeve knjige do leta 1900. Med 1903 in 1905 je pri Slovenski matici v delih izšla njegova Slovenska bibliografija.
To je prva in do sedaj edina retrospektivna bibliografija v slovenščini. Poleg knjig v delu opisuje še časopisje, muzikalije in zemljevide, vsega okoli 5000 abecedno razvrščenih bibliografskih enot. Kriterij izbire je bil izrazito vezan na slovenski jezik, pa tudi na tujejezična dela slovenskih avtorjev. Pri delu se je oprl na dotedanja dela domače in tuje bibliografije, iskal gradivo po javnih in zasebnih knjižnicah ter ga po avtopsiji bibliografsko opisoval. Po metodi in kakovosti delo dosega raven sodobnih nacionalnih bibilografij, po izčrpnosti pa je še vedno temeljni slovenski bibliografski vir, saj po oceni strokovnjakov zajema vsaj 75 % slovenske knjižne produkcije za obdobje 350 let. Nekaj dopolnil sta prispevala še Janko Šlebinger, ki je bil njegov zet (v zadnjem od treh snopičev) in Avgust Pirjevec (SJ 1941). Načrtovanega 2. dela bibliografije, ki naj bi obsegal članke ni uspel dokončati.
Napisal je še rodoslovno študijo Dr. Gregor Jožef Plohel (1881, soavtor Janko Meško) in med 1881–1888 objavljal zgodovinske in slavistične članke v Letopisu Matice slovenske (Prisege Ljubljanskega mesta, 1884), Kresu in Ljubljanskem zvonu.